# Весна (фотоаппарат)
Весна́ — советский малоформатный шкальный фотоаппарат для начинающих фотолюбителей.
Фотоаппараты с размером кадра 24×32 мм.
Производился с 1962 по 1964 год на Минском машиностроительном заводе (БелОМО).
- «Весна-2» (1964—1966) — модификация с объективом увеличенной светосилы и затвором с уменьшенным диапазоном выдержек.
- «Весна-3» — прототип с объективом 3,5/28, серийно не выпускался.

## Технические характеристики
- Корпус пластмассовый разъёмный.[2] Откидной прижимной столик.
- Тип применяемого фотоматериала — плёнка типа 135 в стандартных кассетах. Размер кадра — 24×32 мм.[3] Количество кадров — 41. Автоматический счётчик кадров.
- Обратная перемотка плёнки отсутствовала, отснятая плёнка подавалась в пустую кассету.
- Раздельный взвод затвора и перемотки плёнки. Взвод затвора полускрытой головкой.
- Центральный фотографический затвор, выдержки 1/250 — 1/8 и «В».
- Объектив Триплет «Т-22» 4,5/40. Фокусировка от 1,3 м до «бесконечности» по шкале расстояний.
- Диафрагмирование объектива до f/22.
- Видоискатель оптический параллаксный.
- Синхроконтакт «Х», выдержка синхронизации — любая.
  - Имеется обойма для крепления съёмного дальномера (или фотовспышки).
- Для фотоаппаратов «Весна» выпускалась увеличительная приставка (см. фотоувеличитель).